# میتسوو اوگاساوارا

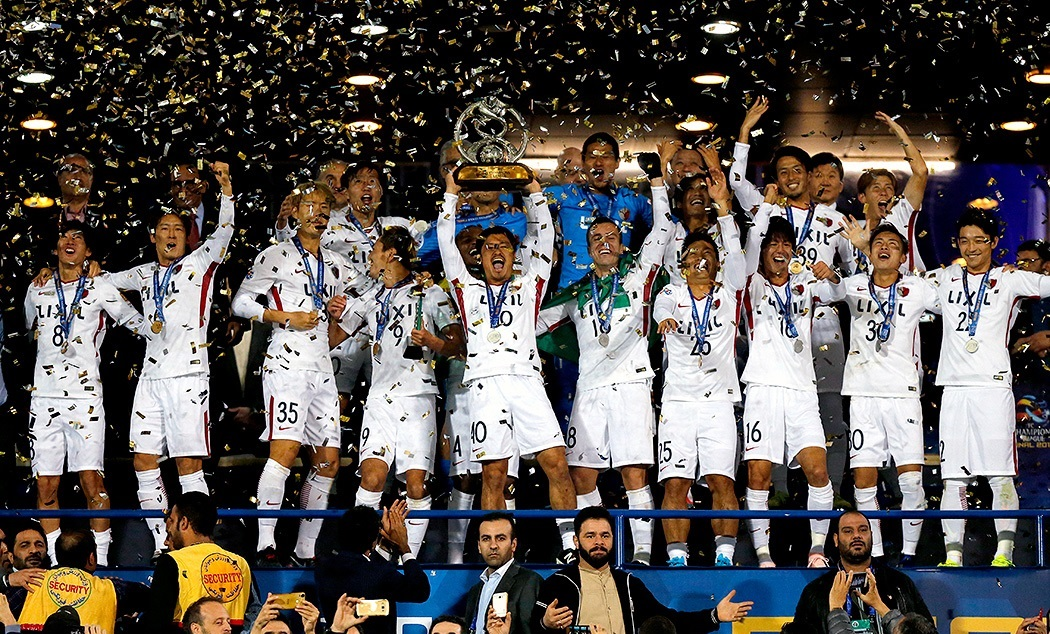
کاشیما آنتلرز جام قهرمانی ACL 2018 را بالای سر برد.

:کاشیما آنتلرز جام قهرمانی ACL 2018 را بالای سر برد
میتسوو اوگاساوارا (به انگلیسی: Mitsuo Ogasawara) بازیکن فوتبال اهل ژاپن و عضو تیم ملی فوتبال ژاپن است که در تاریخ ۲۱ مارس ۲۰۰۲ میلادی اولین بازی ملی‌اش را انجام داد. او در ۵۵ بازی ملی حضور داشت و آخرین بازی ملی خود را در تاریخ ۱۱ فوریه ۲۰۱۰ میلادی انجام داد. میتسوو وگاساوارا در بازی‌های ملی‌اش
۷ گل به ثمر رساند.